# Edith Nesbit

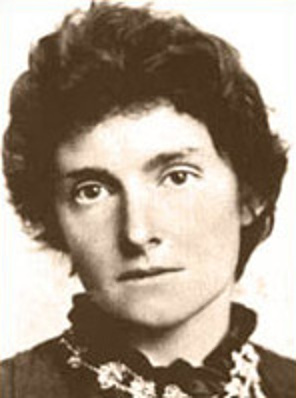
Edith Nesbit

Edith Nesbit (* 15. August 1858 in Kennington, London; † 4. Mai 1924 in New Romney, Kent) war eine englische Autorin, deren Werke für Kinder im englischen Original unter dem „geschlechtsneutralen“ Namen E. Nesbit veröffentlicht wurden. Sie verfasste über 40 Kinderbücher. Einige davon wurden später verfilmt.

## Leben
Edith Nesbit wurde als Tochter des Lehrers John Collis Nesbit, der bereits im März 1862 starb, an der Lower Kennington Lane 38 im Süden von London geboren. Die schlechte Gesundheit ihrer Schwester Mary führte dazu, dass die Familie während einiger Jahre dauernd umzog; sie lebte in Brighton, Buckinghamshire, Frankreich, Spanien und Deutschland, bis die Familie sich für drei Jahre in Halstead in Nordwest-Kent niederließ – einer Örtlichkeit, die später The Railway Children inspirierte.
Als Nesbit 17 Jahre alt war, zog ihre Familie zurück nach London. Sie war Anhängerin von William Morris. 1877 traf sie den Bankangestellten Hubert Bland, den sie am 22. April 1880 heiratete, als sie im siebten Monat schwanger war. Jedoch lebte sie anschließend nicht sogleich mit Bland zusammen, der anfänglich weiter bei seiner Mutter wohnte. Bland führte zudem eine Affäre mit Alice Hoatson (sie war die stellvertretende Sekretärin der Fabian Society), aus der zwei Kinder hervorgingen (Rosamund im Jahr 1886 und John 1899), die beide von Nesbit als ihre eigenen aufgezogen wurden. Ihre eigenen Kinder waren Paul Bland (1880–1940), dem The Railway Children gewidmet wurde; Iris Bland (1881–19??) und Fabian Bland (1885–1900), dessen Vorname nach der Fabian Society gewählt war und der nach einer Mandeloperation im Alter von 15 Jahren starb. Nesbit widmete Fabian das Werk Five Children And It und seine Folgebände sowie The Story of the Treasure Seekers und deren Folgebände.

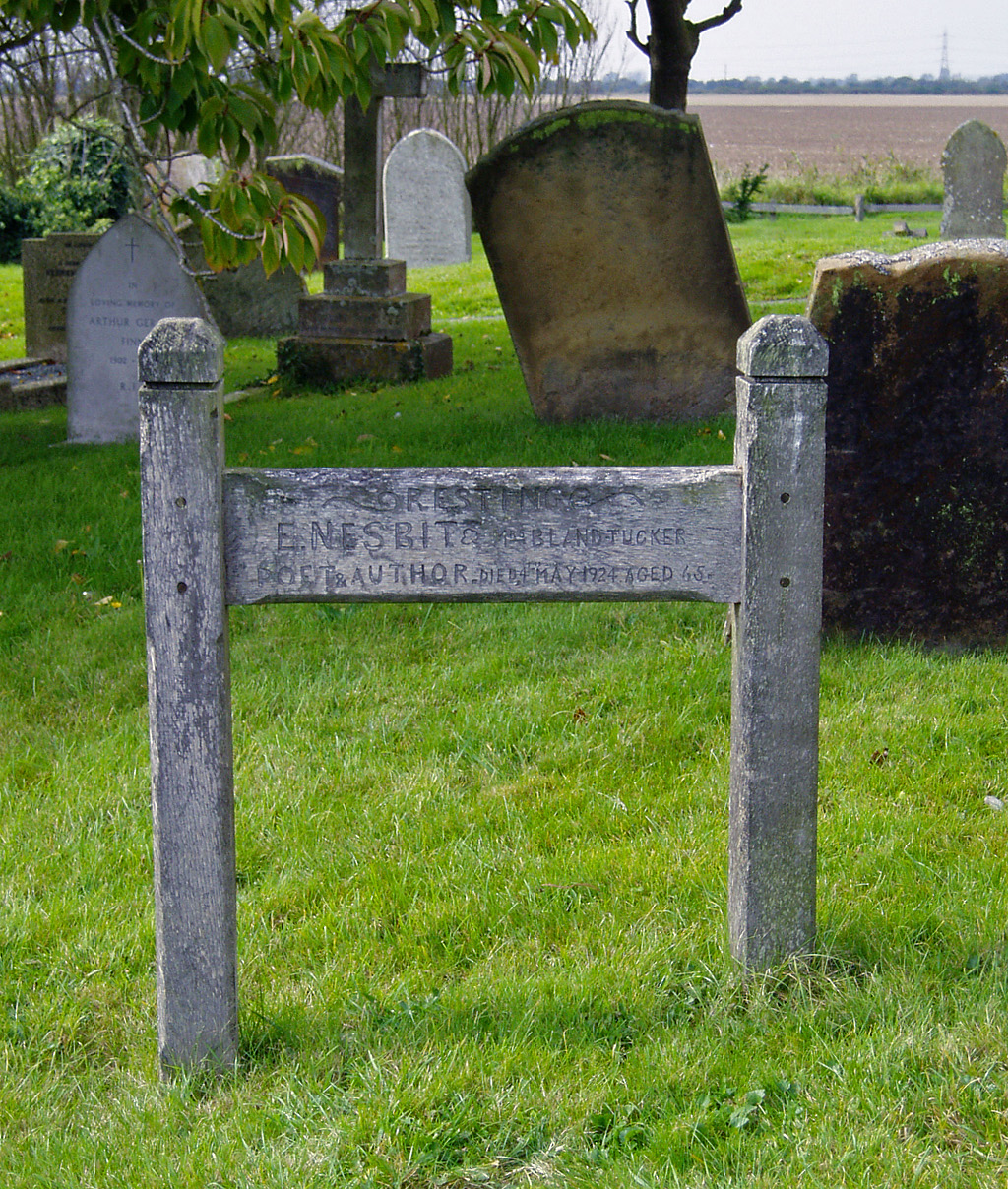
Nesbits Grab in der Romney Marsh, Kent

Edith Nesbit und Paul Bland gehörten zu den Gründern der Fabian Society im Jahr 1884. Nesbit machte dort die Bekanntschaft von H. G. Wells und George Bernhard Shaw. Nesbit und Bland gaben zusammen die Zeitschrift der Gesellschaft (Today) heraus. Sie sympathisierten für kurze Zeit mit der Social Democratic Federation, lehnten sie schließlich als zu radikal ab. Nesbit hielt zahlreiche Vorträge und war eine produktive Schriftstellerin zum Thema Sozialismus in den 1880er Jahren; oft signierte sie ihre Bücher mit „Fabian Bland“. Diese Aktivität nahm mit ihrem wachsenden Erfolg als Kinderbuchautorin ab.
Nesbit lebte von 1899 bis 1920 in Well Hall House, Eltham im südöstlichen London. Etwa drei Jahre nachdem Bland (1914) verstorben war, heiratete Nesbit am 20. Februar 1917 Thomas „the Skipper“ Tucker, einen umgänglichen Schiffsingenieur, dessen Herkunft aus der Unterschicht der Familie und den Freunden Nesbits nicht behagte. Tommy Tucker lebte seit 1902 in Eltham und war durch seine Mitgliedschaft in der Labour Party sowohl mit Edith als auch mit Hubert Bland befreundet. Nesbit starb 1924 in Eltham im Alter von 66 Jahren.

## Werke (Auswahl)
- Man-Size in Marble, 1887 (übersetzt von Heiko Postma: Mannsgroß in Marmor, 2020, JMB Verlag, ISBN 978-3-95945-026-3)
- The Story of the Treasure Seekers (Bastable-Trilogie 1; 1899; dt. Die Schatzsucher)
- The Would-Be-Goods (Bastable-Trilogie 2; 1901; dt. Der Club der guten Taten)
- The Book of Dragons (Erstmals ab 1899 in The Strand Magazine veröffentlicht, 1901)
- The Red House,1902; (dt.1925/1930 und 2020)
  - Das rote Haus, 1925, Deutsch von Helene Lobedan
  - Die lustige Ehe, 1930, Deutsch von Helene Lobedan, Neuauflage.
  -  Wir zwei im Roten Haus. Roman einer Liebe. Neuübersetzung 2020 von Christoph Trüper. (E-Text online)
- Five Children and It (Psamead-Trilogie 1; 1902; dt. Fünf Kinder und zehn Wünsche / Der Sandelf / Psammy sorgt für Abenteuer)
- The Phoenix and the Carpet (Psamead-Trilogie 2; 1904; Der Phönix und der Teppich / Feuervogel und Zauberteppich)
- New Treasure Seekers (Bastable-Trilogie 3; 1904)
- The Railway Children (1905; dt. Die Eisenbahnkinder)
- The Story of the Amulet (Psamead-Trilogie 3; 1906; dt. Geheimnisvolle Reisen mit Psammy)
- Enchanted Castle (1907; dt. Das verzauberte Schloss)
- House of Arden (1908; dt. Die Kinder von Arden)
- Harding’s Luck (1909; dt. Der Traum von Arden)
- Magic City (1910, dt. Die verzauberte Stadt)
- The Wonderful Garden or The Three C's (1911)[8]
- Wet Magic (1913; dt. Meereszauber)
- The house of silence, ghost stories, 1887-1920; edited by Melissa Edmundson, Malvern, United Kingdom: Handheld Press, 2024, ISBN 978-1-912766-82-6, ISBN 978-1-912766-82-6

## Sekundärliteratur
- Julia Briggs: A Woman of Passion: The Life of E. Nesbit 1858–1924, London [u. a.], Penguin, 1989, ISBN 0-09-168210-X
- Elisabeth Galvin: The extraordinary life of E. Nesbit : author of five children and it and the railway Children, Barnsley, South Yorkshire: Pen & Sword History, 2018, ISBN 978-1-5267-1477-0
- Eleanor Fitzsimons: The life and loves of E. Nesbit, London: Duckworth, 2019, ISBN 978-0-7156-5146-9
- Doris Langley Moore: E. Nesbit; A Biography, London und Tonbridge: Ernest Benn, 1967